# بوقية إمبراطورية
بوقية إمبراطورية أو تاج القيصر أو أكلسل الملك نبات مزهر ينتمي إلى الفصيلة الزنبقية، جنس بوقية الأزهار وسميت كذلك لأن أزهارها تأخذ شكل البوق. ترجع أصول هذا النبات إلى كوردستان وتعرف بزهرة شلێر و الأناضول والعراق والهضبة الإيرانية وأفغانستان وباكستان وسفوح جبال الهيمالايا.